# 松村龍雄
松村 龍雄（まつむら たつお、1868年2月25日（慶応4年2月3日） -  1932年7月18日）は、日本の海軍軍人。最終階級は海軍中将。

## 経歴
佐賀県出身。松村安種海軍少佐の長男として生まれる。攻玉社を経て、1887年7月、海軍兵学校（14期）を卒業し、1889年6月に海軍少尉任官。練習艦「干珠」航海長、「磐城」航海長、運送船和歌浦丸監督、軍令部出仕、西海艦隊参謀、「比叡」航海長などを歴任。海軍大学校では、丙種、航海科、将校科（1期）で学び、1897年12月、将校科甲種（1期）を首席で卒業した。
常備艦隊参謀、侍従武官などを経て、日露戦争には「吾妻」副長として出征し、日本海海戦では「三笠」副長として参戦した。その後、イギリス駐在、第2艦隊参謀長、海大教頭、「安芸」艦長などを経て、1912年12月、海軍少将に進級。
海軍教育本部第1部長、第2南遣枝隊司令官などを歴任し、第一次世界大戦では臨時南洋群島防備隊司令官となった。さらに、第1戦隊司令官、練習艦隊司令官、第1水雷戦隊司令官などを経て、1916年12月に海軍中将となった。馬公要港部司令官、将官会議議員、旅順要港部司令官などを経て、1922年4月、予備役に編入された。

## 栄典・授章・授賞
位階
- 1891年（明治24年）12月14日 - 正八位[1]
- 1893年（明治26年）1月31日 - 従七位[2]
- 1895年（明治28年）11月26日 - 正七位[3]
- 1898年（明治31年）9月10日 - 従六位[4]
- 1902年（明治35年）12月25日 - 正六位[5]
- 1907年（明治40年）11月30日 - 従五位[6]
- 1913年（大正2年）2月10日 - 正五位[7]
- 1916年（大正5年）12月28日 - 従四位[8]
- 1922年（大正11年）4月20日 - 正四位[9]

勲章等
- 1895年（明治28年）11月18日 - 勲六等瑞宝章・功五級金鵄勲章[10]・明治二十七八年従軍記章[11]
- 1902年（明治35年）5月10日 - 明治三十三年従軍記章[12]
- 1905年（明治38年）5月30日 - 勲四等瑞宝章[13]
- 1906年（明治39年）4月1日 - 功四級金鵄勲章・勲三等旭日中綬章・明治三十七八年従軍記章[14]
- 1915年（大正4年）
  - 1月30日 - 勲二等瑞宝章[15]
  - 11月7日 - 旭日重光章・大正三四年従軍記章[16]
- 1920年（大正9年）11月1日 - 勲一等瑞宝章[17]・戦捷記章[18]

外国勲章佩用允許
- 1910年（明治43年）4月5日 - 大韓帝国：韓国皇帝陛下南西巡幸記念章[19]

## 親族
- 弟 松村菊勇海軍中将